# Бабайтаг
Бабайтаг — вершина и горный массив, максимальной высотой 3555 метров на западном отроге Чаткальского хребта в Ташкентской области, в окрестностях городов Ангрен и Янгиабад. Хорошо видима из долины реки Ахангаран, расположена рядом с Ахангаранским водохранилищем.
В верхней части рельеф преимущественно альпийского типа. Склоны сильно прорезаны ручьями (все относятся к бассейну Ахангарана), самые крупные из которых — Джакиндек (приток Каттасая) и Иерташ. Северный склон менее прорезан, встречаются обширные плоские участки. Ущелья ручьёв глубокие и узкие, дно ущелий часто сложено из обломочного материала (курумов). Часто встречаются родники.
Нижняя часть отрогов (1200—1600 метров) покрыта смешанным лесом. Выше располагаются пастбища, которые используются в летнее и осеннее время.
Гора Бабайтаг представляет собой горный массив с несколькими ложными вершинами, так, в полутора километрах запад-юго-западнее Бабайтага находится пик с местным названием Шахтёр (~3100 м). Триангуляционный пункт установлен на вершине самой высокой горы массива.
Наиболее простой маршрут на вершину Бабайтага начинается от посёлка Эрташ. Так же возможны маршруты с Янгиабада (по руслу Джекиндека с выходом на хребет Каттачон). Интересен в туристическом плане траверс «Бабайтаг-Каракуш».
- Вершина крупным планом